# یواس‌اس ویکتور (اس‌پی-۱۹۹۵)
یواس‌اس ویکتور (اس‌پی-۱۹۹۵) (به انگلیسی: USS Victor (SP-1995)) یک کشتی بود که طول آن ۷۱ فوت ۶ اینچ (۲۱٫۷۹ متر) بود. این کشتی در سال ۱۹۱۷ ساخته شد.